# Pierre Massuet
Pierre Massuet est un érudit français, né à Mouzon le 10 novembre 1698, mort à Lankeren, près d'Amersfoort, le 6 octobre 1776.

## Biographie
À dix-huit ans, il prononce ses vœux et entre à l'abbaye bénédictine de Saint-Vincent de Metz. Il s'enfuit bientôt aux Pays-Bas et se convertit au protestantisme. Il étudie la médecine à Leyde et y est nommé docteur en 1729 et s'installe ensuite à Amsterdam et s'adonne à l'étude des sciences (physique, mathématique, astronomie), de la philosophie et de l'histoire. Il a par ailleurs collaboré à la Bibliothèque raisonnée des ouvrages des savans de l'Europe, en particulier de 1741 à la mort de la publication en juillet 1753.
Ainsi, à travers ses nombreuses publications, a-t-il largement participé à la diffusion des connaissances de son temps.

## Œuvres

### Sciences et philosophie
- Disertatio medica de generatione hominis ex animalculo in ovo, sa thèse soutenue et publiée en 1729.
- Dissertation sur une colique particulière qui a fait beaucoup de ravage à Amsterdam en 1730, Journal d'Amsterdam.
- Dissertation où l'on examine les principaux systèmes de génération de l'Homme, in Bibliothèque raisonnée, tome XLVI.
- Recherches sur les diverses espèces de vers qui infestent les vaisseaux et les digues, Amsterdam, chez François Changuion, 1733, VIII + 233 p., 1 planche dépliante (en ligne).
- Elemens de la philosophie moderne, Amsterdam, Z. Chatelain et fils, 1752 (vol. 1 en ligne). Publiés également, la même année, en tant que Suite de La science des personnes de cour (...), Amsterdam, Z. Chatelain et fils, 1752 (en ligne).

### Histoire
- Histoire de la guerre présente contenant Tout ce qui s'est passé d'important en Italie, sur le Rhin, en Pologne, & dans la plupart des Cours d'Europe, Amsterdam, François L'Honoré, 1735 (en ligne)
- Histoire de la dernière guerre, et des négociations pour la paix, enrichie des cartes nécessaires, pour servir de suite à l’histoire de la guerre présente, avec la vie du Prince Eugène de Savoie-Carignan, Amsterdam, chez Francois L’Honoré, 1714 et 1736 (3 vol. in-8 ; rééd., 1737, 5 vol. in-12)
- Histoire de l'empereur Charles VI et des révolutions arrivées dans la maison d'Autriche, 1742 (2 vol.)
- Histoire des rois de Pologne, et du gouvernement de ce Royaume ; où l'on trouve ce qui s'est passé (...) sous le règne de Frédéric Auguste, et pendant les deux interrègnes, A Amsterdam, chez François L'Honoré, 1734 (en ligne ; 2e édition en 1748).

### Traductions
- Johann Adam Kulmus, Tables anatomiques dans lesquelles on explique en peu de mots la structure et l'usage du corps humain, et de toutes ses parties[2], trad. sur l'édition latine, par Pierre Massuet, à Amsterdam, chez les Janssons à Waesberge, 1734 (en ligne).
- Pieter van Musschenbroek, Eléments de physique[3], traduit en français par Pierre Massuet en 1739 et 1751 (tome II)
- Pierre Adrien Verduin, De l'amputation à lambeaux ou La nouvelle méthode d'amputer les membres, traduit du latin en français par Pierre Massuet en 1756 (en ligne).